# Juruá
Juruá es un municipio brasileño del interior del estado del Amazonas, Región Norte del país. Perteneciente a la mesorregión del Suroeste Amazonense y microrregión de Juruá, su población estimada por el Instituto Brasileño de Geografía y Estadística (IBGE) era de 13 581 habitantes en 2016.

## Etimología
El origen del nombre del municipio viene del río Juruá, que atraviesa el municipio de un extremo a otro, yendo en dirección sur-norte. La palabra "Juruá" se origina de Iuruá, que significa, en guarani, río de boca ancha

## Historia
Históricamente, los orígenes de Juruá se relacionan a la de Tefé y Carauari. Habitaban primitivamente la región del actual municipio de Juruá, los indios Meneruás, Maranás, Canamaris, Catuquinas, Catauixis entre otros.
En el fin del siglo XVII, es fundada la aldea de Tefé, que se transforma en la sede de un municipio con una gran área territorial - sobrepasando los 500.000 km² - después de la expulsión de los españoles de la región y la consolidación plena del dominio del Imperio portugués sobre la localidad. Varios desmembramientos de ese territorio fueron hechos con el transcurrir de los años, originando diversos municipios.
João da Cuña Ferreira, a servicio del Gobernador Tenreiro Aranha, subió el gran río Juruá hasta la desembocadura  del Juruá-Mirim, en 1857. A partir de entonces, las visitas oficiales y colonización de la región fueron procesándose más arduamente. La fiebre del caucho y la grande sequía en el nordeste de 1877-1878 atrajo para los márgenes del río Juruá miles de nordestinos, huyendo de la inclemencia de la sequía. Y fueron ellos los pioneros del poblamiento de Juruá.
En 1911 es separado el territorio que pasa a constituir el nuevo municipio amazonense de Xibauá, que cambia su nombre dos años después, en 1913, para Carauari. Estando Carauari y Tefé en la situación de municipios vecinos, este último pasa a sufrir nuevos desmembramientos de su territorio.
Así, el 19 de diciembre de 1955, a través de la Ley estatal n.º 96, territorios y partes contiguas de Carauari y Tefé pasan a constituir el nuevo municipio de Juruá, que tiene su sede localizada en la entonces Paranaguá del Norte. La sede, Paranaguá del Norte, es elevada a la categoría de villa, recibiendo el nombre de Juruá.
Por fuerza de la Enmienda Constitucional n.º 12, Juruá pierde parte de su territorio en favor de la creación del municipio de Tamaniquá.

## Geografía
Su población estimada en 2011 era de 11 126 habitantes.

## Economía

### Agropecuaria
Juruá posee 111 establecimientos agropecuarios, de los cuales 41 son establecimientos agropecuarios con bovinos, totalizando 971 cabezas de ganado.

## Enlaces
- Ayuntamiento Municipal de Jurua Archivado el 7 de abril de 2016 en Wayback Machine.

- Datos: Q1008285
- Multimedia: Juruá / Q1008285